# NGC 6635
NGC 6635 is een lensvormig sterrenstelsel in het sterrenbeeld Hercules. Het hemelobject werd op 9 juli 1863 ontdekt door de Duitse astronoom Albert Marth.

## Synoniemen
- UGC 11239
- MCG 2-47-3
- PGC 61900